# Downtown Jersey City
Downtown Jersey City es un área de Jersey City, Nueva Jersey, Estados Unidos, que incluye el centro histórico y el paseo marítimo.

## Centro Histórico
El centro histórico era un área de edificios en su mayoría de poca altura al oeste de la costa, pero en la década de 2000 se habían construido varios edificios de gran altura. El área incluye los vecindarios de Van Vorst Park y Hamilton Park, que son parques cuadrados rodeados de casas de piedra rojiza. El vecindario de Grove Street también ha experimentado un desarrollo considerable y el vecindario es rico en tiendas y restaurantes.

## Antiguos muelles
El área WALDO (work and live district overlay, lit. 'distrito de superposición de trabajo y vida') es un área que se está reconstruyendo desde sus días como un centro de almacenamiento hasta una comunidad de artistas. Ya alberga varias galerías y restaurantes y se están planificando el desarrollo de viviendas para artistas, más galerías, un museo y tiendas. El antiguo Hudson and Manhattan Railroad Powerhouse es el edificio que ancla este vecindario y está prevista su remodelación. Actualmente se está construyendo un Trump Plaza en la propiedad al sur de Powerhouse. En enero de 2016, la Administración Federal de Aviación otorgó autorización de navegación para la construcción de una torre residencial y comercial de 270 m proyectada por la Chinese Overseas America Corporation, que superaría a la Goldman Sachs Tower como el rascacielos más alto de Nueva Jersey.